# Reza Sáhrudi
Reza Sáhrudi (perzsául: رضا شاهرودی; Teherán, 1972. február 21. –) iráni labdarúgó-középpályás.